# Móda a teorie módy

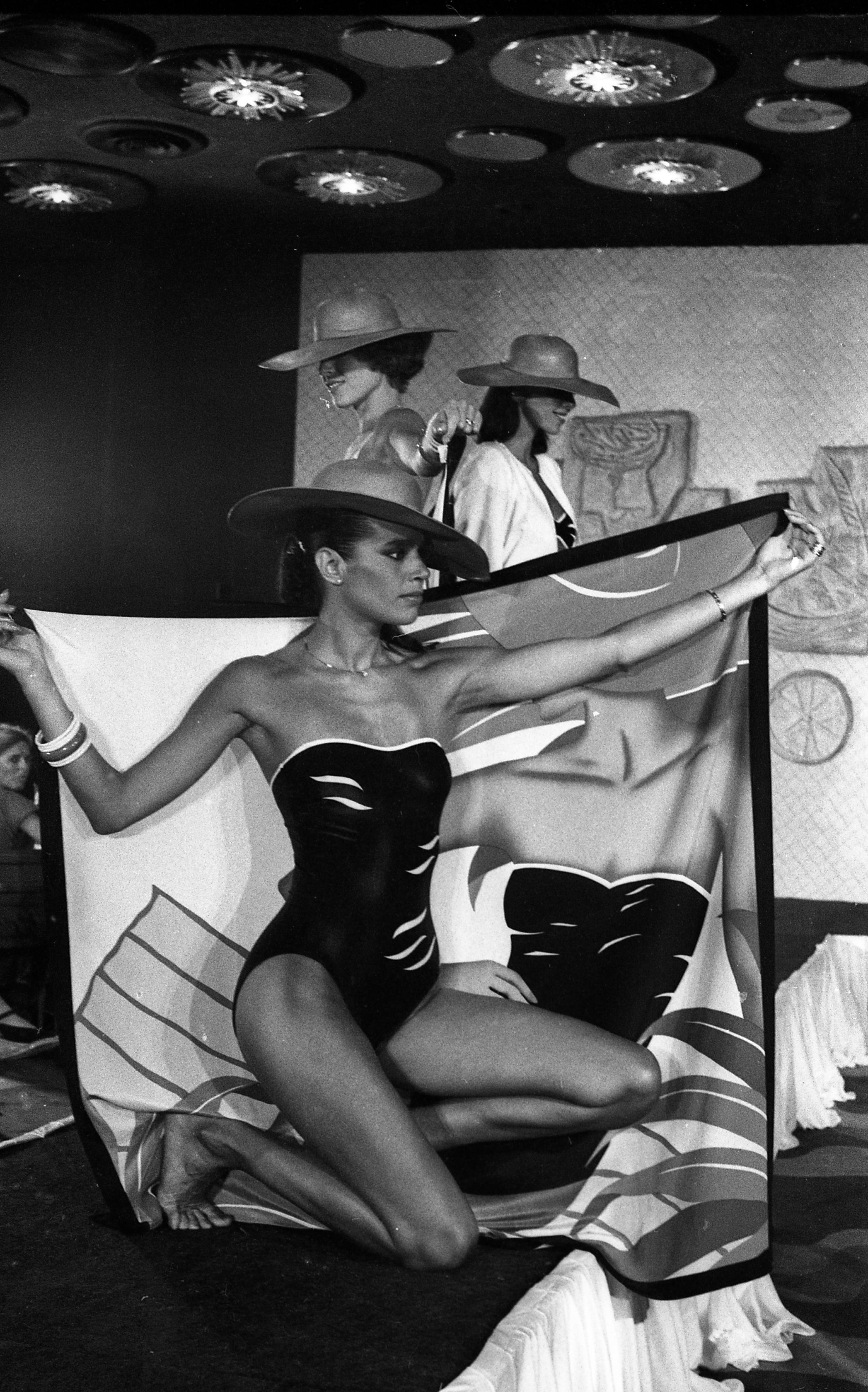
Módní přehlídka v Tel Avivu.

Móda (z francouzského mode, které vzniklo z latinského modus – míra, vzhled, způsob, pravidlo, předpis) je v tom nejširším slova smyslu styl, jakým něco děláme, jak se chováme. Móda a její následování je spojeno s příslušností k sociální skupině. Pokud se jedinec nepřizpůsobí běžné módě, je společností nebo skupinou penalizován, tento tlak je někdy nazýván „diktát módy“. Nejčastěji je však slovo „móda“ používáno ve spojení s oblečením.

## Historie módy
Móda jakožto samostatná oblast podnikání se začíná utvářet v Paříži 17. století, přesněji na dvoře francouzského krále Ludvíka XIV. Byl to právě ,,král Slunce” a jeho smysl pro styl a eleganci, jemuž vděčíme za zrod dnešní podoby celého módního průmyslu. Až do roku 1650 není možno nalézt markantní rozdíl mezi ženským a mužským pojetím módy. Hlavní důraz se kladl především na funkční stránku a praktičnost. Estetičnost, s ní spjatá chuť „předváděť se“ a touha zapadat do určité elitní společnosti přichází do popředí právě až v 17. století. Na konci vlády Ludvíka XIV. měly největší podíl na vzestupu módy zejména ženy, přesněji dámy z Versailles. Jejich zásluhou se začaly vytvářet zákládní módní poučky, kterými se řídíme dodnes. Vyčlenily se samostatné módní linie, zrodila se první velká jména a výroba se začala podřizovat jednotlivým módním sezónám. Nezůstalo u samotného oděvu a do popředí se dostaly také doplňky, které byly pro nižší vrstvy finančně dostupnější. Dámy z venkova tak dostaly příležitost držet krok s pařížskou smetánkou a výdaje za garderobu se rapidně zvýšily. Ve stejné době se rozvinul také celý koncept módních butiků – dříve se prodej oděvů a módních doplňků soustředil pouze do soukromí. Do té doby běžná role podomního prodavače téměř zanikla a v Paříži vyvstaly první obchodní výlohy, které měly za úkol „nalákat“ zákaznice dovnitř. Také vznik konfekce souvisel s přirozenou touhou pořídit si totožný kousek, který již vlastní někdo jiný. „Haute couture“, tedy vysoké krejčovství, bylo totiž „denním chlebem“ pařížské smetánky. Šití na míru, výběr látek a přítomnost osobní švadleny bylo pro bohaté ženy naprostou samozřejmostí a každé šaty tak představovaly unikát, který si již nemohla pořídit žádná jiná. Tato skutečnost dvoru paradoxně nevyhovovala, což bylo prvním krokem k zavedení sériové výroby.

### Velká jména v módě

#### Coco Chanel
Coco Chanel, vlastním jménem Gabrielle Chanel (19. srpna 1883 Saumur, Pays de la Loire – 10. ledna 1971 Paříž), byla francouzská módní návrhářka, která je považována za klíčovou osobnost v oblasti utváření šatníku moderní ženy. Se svou haute couture udávala od poloviny 20. století tón světovému módnímu průmyslu. Za jeden z největších příspěvků Coco Chanel do módního průmyslu je považován koncept „malé černé“: je to styl, který se dodnes zachoval. V letech 1912-13 byla herečka Suzanne Orlandi jednou z prvních žen, které nosily malé černé šaty Chanel.

#### Christian Dior
Christian Dior (francouzská výslovnost: [kʁistjɑ djɔːʁ], 21. ledna 1905 – 24. října 1957) byl francouzský módní návrhář, známý zejména jako zakladatel jednoho z nejluxusnějších světových módních domů, nazvaného také Christian Dior, který je nyní vlastněn společností Groupe Arnault. Byl mistrem při vytváření tvarů a siluet; Dior je citován slovy: „Navrhoval jsem květinové ženy.“ Jeho looky se vyznačovaly zajímavými tkaninami, které lemovaly převážně perkály, kosticemi, bižuterií, bedrovými korzety a spodničkami. Použití těchto prvků zaručovalo opticky velmi úzký pas a výrazné křivky.

### Haute couture a prêt-à-porter

#### Haute couture
Francouzský termín haute couture označuje „vysokou módu“, tedy módní sortiment ručně vyráběný, vysoce kvalitní, prémiový, u něhož cena není klíčovým prvkem. Objevuje se v 18. století za působení módního designera Rose Bertina na dvoře Marie Antoinetty. Móda získává označení haute couture, pokud splní náležité podmínky. Každý výrobek musí být unikátní, určený konkrétnímu klientovi na míru. Dvakrát v roce musí ateliér představit alespoň 50 nových návrhů na módních přehlídkách. V každém ateliéru musí být na plný úvazek zaměstnáno alespoň 15 lidí pro denní chod a 20 specializovaných zaměstnanců se sídlem v Paříži.

#### Prêt-à-porter
Fenomén „ready to wear“ původně z francouzského prêt-à-porter, označuje módu vyráběnou v masovém měřítku. Standardizované výrobní postupy, velikosti a materiál zajištují cenovou dostupnost. Poprvé k jejímu využití došlo v 19. století pro armádní potřeby. Ve stejném století došlo i k civilnímu rozšíření a móda se stala dostupnější pro střední a nižší vrstvu společnosti. Trend ready to wear zůstal aktuálním dodnes a je označován za fast fashion.

## Gender a móda
Zatímco pohlaví je určeno geneticky a rozdíl mezi ženou a mužem je čistě fyzický, gender rozlišuje kulturní a individuální rozdíly jednotlivých rolí. Odráží vnitřní osobnost jedince, bere v potaz jeho preference a v podstatě předepisuje způsob přiměřeného chování ve společnosti.
Móda je jedním z prostředků, kterým lze tuto sounáležitost vyjádřit.  Volba mezi ženskými a pánskými kousky probíhá převážně podvědomě a výsledný vzhled tak zrcadlí vnitřní rozpoložení jedince. V minulosti byly ale oděvy děleny podle jiných měřítek.  Základní roli hrál materiál a funkce, přičemž materiál rozděloval společnost spíše do jednotlivých sociálních vrstev. Na pohled patrné odlišnosti mezi ženským a mužským oděvem byly minimální. Tento jev se postupně měnil s vývojem civilizace a jejím modernizováním.
Dnes je situace zcela jiná a otázka genderu už není tabu. Například obchodní řetězec Zara na společenský vývoj zareagoval vlastní unisex řadou Ungendered, která obsahovala kousky nositelné jak pro muže, tak i pro ženy. Použity byly neutrální barvy, jako černá, bílá nebo šedá, čímž se umocnila genderová nevyhraněnost celé linie. Další známé značky přišly s obdobnými nápady. Obchodní dům Selfridges otevřel samostatné oddělení, které nepodléhá tradičnímu rozdělení sekcí na pánské a dámské a velké značky jako Gucci či Burberry reagují na non-gender oblékání zakomponováním modelů kombinující dámské a pánské prvky.

### Feminismus ve firmě Dior
V roce 2016 se stala kreativní ředitelkou prominentní návrhářské značky Dior Maria Grazia Chiuri. Módnímu světu se jako nová hlava Dioru představila s kolekcí, jejíž název byl inspirován esejí Chimamandy Ngozi Adichie We Should All Be Feminists. Kolekce zahrnovala trička s vytištěným stejnojmenným názvem kolekce, tenisky v kombinaci s šaty a naznačovala jistou revoluci v Maison Dior. Maria Grazia Chiuri jakožto první žena hlavou Dioru bere svou pozici jako šanci vyslat do světa zprávu feminismu. 13. listopadu se Marie Grazia Chiuri dostalo i ocenění Fashion Force na cenách Ženy roku organizované časopisem Glamour za svou kolekci We Should All Be Feminist.

## Proměnlivost módy
Móda je ovlivněna změnami ve společnosti, kontextem času a prostoru a jejími uživateli. Díky faktu, že se tyto faktory neustále mění, můžeme zaznamenat také proměnlivost módy a módních trendů. Blummer (1969) popisuje módu jako proces kolektivního výběru, při čemž její uživatelé reagují na současnou dobu. Podnětem pro rozvoj módy je kombinace vzniku nových stylů, vracení se ke stylům minulým a výběru uživatelů.
Největší proměna módy proběhla v období renesance, kdy móda získala reprezentační funkci, která mnohdy začala převládat nad tou praktickou. Zatímco do té doby oblečení sloužilo hlavně k zahřátí či zakrytí částí těla, v této době určovalo společenský status a postupem času také možnost, jak kreativně projevit svou osobnost. S rostoucí originalitou, dovozem nových látek, zvětšující se svobodou projevu a globalizací přišel také rozmach módního průmyslu. Do vývoje se zařadily experimenty a na ně navazující střídání módních trendů.
S příchodem industrializace a celkové komercializace trhu začal být módní průmysl považován spíše za byznys než za řemeslo. Lidem, kteří si nemohli dovolit na míru šité oblečení, tak nezbývalo nic jiného než se snažit kousky kombinovat tak, aby vypadali jinak než ostatní. To způsobilo rozvoj osobního stylu. Už Coco Chanel říkala, že móda je proměnlivá, ale styl zůstává. Povaha módního průmyslu se sice rapidně změnila, ale to, jak člověk jednotlivé kusy oblečení využije, aby vystihnul svou osobnost a jak z něj bude móda vyjadřovat, je nazýváno stylem, který je věčný.
Během posledního století se módní trendy střídaly obrovskou rychlostí a objevily se první kritické analýzy proměnlivosti módy. Společnosti vyrábí a vyvážejí ve velkém množství, málokterý kousek je jedinečný, celé odvětví je obrovskou součástí světové ekonomiky a na trhu dnes najdeme jen málo společností, které se zaměřují především na kvalitu a originalitu výrobků. Módní průmysl zásadním způsobem hýbe trhem, trendy se mísí, módní vkus je rozmanitý víc než kdy dříve a celkový přístup k módě se změnil. To však otevírá nové možnosti naší generaci. Objevují se společnosti, které se snaží o návrat k podstatě módy, vytváří kousky na míru a zaměřují se na kvalitu materiálu i výroby. Výběr přírodních a recyklovaných materiálů spojuje módní průmysl a ekologii, což je podnětem k další změně ve vývoji módy jako takové.

### Problémy Fast fashion
Dopady a problémy fenoménu „fast fashion“ se věnuje mnoho lidí, například režisér Rahul Jain. Ten navšívil textilní továrny na západě Indie, zjišťoval, jaké pracovní podmínky mají dělníci vyrábějící oblečení, které putuje do masových řetězců. Za dvanáct hodin práce u pásu dostanou dělníci tři dolary. Zaměstnavatelé drží chudé a zadlužené dělníky v šachu. Proto si většina z nich nedovolí proti nelidským podmínkám práce protestovat a odbory nezakládají.
Tento trend však není šetrný ani k přírodě ani ke zdraví zaměstnanců továren. Mnoho oblečení obsahuje bavlnu, jejíž výroba zahrnuje velký objem pesticidů. Bavlna absorbuje 11-12% světových pesticidů, které poškozují životní prostředí i ty, kteří s nimi pracují.
Zbytečný oděv skončí na skládkách, kde zůstane a znečišťuje půdu a vodu. Rychlé módní oblečení se vyrábí pomocí syntetických, anorganických materiálů. Výroba tohoto oblečení je velkým zdrojem smrtelných emisí uhlíku. Jsou používány chemické a energeticky náročné procesy, které vyžadují velké množství oleje a produkují škodlivé vedlejší produkty, které se dostávají do vody.

## Móda podle G. Simmela
Podle Georga Simmela má každý člověk tendenci napodobovat ostatní, samotné „napodobení“ popisuje jako to, co „přechází ze skupinového života v život individuální.“Módu definuje jako napodobení určitého vzoru a toto napodobení poskytuje sociální oporu. Individuum má totiž jistotu, že ve svém jednání nestojí osamoceno a zároveň móda zajišťuje člověku potřebu odlišení se od ostatních.
Ve své knize „Peníze v moderní společnosti a jiné eseje“ G. Simmel módu popisuje jako „životní formu, kde se spojuje tendence k jednotnému jednání s tendencí k individuální odlišnosti a změně.“ Móda je podle Simmela produktem třídního rozdělení, jelikož dochází k uzavírání a individualizaci určitého společenského okruhu od ostatních.
Zároveň poukazuje na určité cyklické opakování, jelikož móda vychází z vyšších vrstev, od kterých ji přebírají nižší vrstvy. To ale zapříčiňuje, že vyšší vrstvy opět vymyslí, utvoří novou módu, aby se odlišily. Díky tomu přichází s myšlenkou, že u přírodních národů je móda stabilnější. Odůvodňuje to tím, že tito lidé nemají tak silnou potřebu aktuálnosti a inovace, jako ve společnosti moderní.
Simmel říká, že móda je expanzivní, když se však rozšíří do celé společnosti, dochází k vnitřnímu rozporu, ztrácí prvek odlišnosti, zaniká a vzniká nová. V módě také vidí zrcadlení rychlého životního stylu, ve kterém se rychle střídají trendy. Ve své eseji o módě uvádí i příklad, kdy se individuum módě nepoddá. Toto se týká zejména mužů, kteří někdy i záměrně trendy opomíjejí z obavy, že si neuchovají svou individualitu. Ženy však podle Simmela v módě často vidí možnost výraznění sebe sama a vytvoření určité masky, za kterou se mohou schovat a zároveň nevyčnívat z davu. Tento fenomén pojmenovává jako „nivelizace módy“.